# Golondrinas
Golondrinas är en ort i Mexiko.   Den ligger i kommunen Pueblo Nuevo och delstaten Durango, i den centrala delen av landet, 800 km nordväst om huvudstaden Mexico City. Golondrinas ligger 1 946 meter över havet och antalet invånare är 149.
Terrängen runt Golondrinas är kuperad åt nordost, men åt sydväst är den bergig. Terrängen runt Golondrinas sluttar söderut. Runt Golondrinas är det mycket glesbefolkat, med 6 invånare per kvadratkilometer. Närmaste större samhälle är La Ciudad, 16,1 km nordväst om Golondrinas. I omgivningarna runt Golondrinas växer huvudsakligen savannskog.